# Stichopogon mahatoi
Stichopogon mahatoi är en tvåvingeart som beskrevs av Joseph och Parui 1999. Stichopogon mahatoi ingår i släktet Stichopogon och familjen rovflugor. Inga underarter finns listade i Catalogue of Life.